# Csoma család (agyagfalvi)
Az agyagfalvi Csoma család egyike az Udvarhelyszékben kiterjedt Csoma családoknak. Legkorábbi ismert tagja 1575-ből Csoma Gergely. Valószínűleg rokoni kapcsolatban áll a keresztúri és az abásfalvi Csoma családokkal.

## A család eredete
1575-ben Csoma Gergely szerepel az összeírásokban.
1604-ben Csoma István gyalogos katona.
1614-ben Csoma István lófőrenden lustrál.
1627-ben szintén Csoma Istvánt említik a források.
1635-ben ugyancsak lófő Csoma István esküszik hadi szolgálatra.